# Eligmoderma ibidionoides
Eligmoderma ibidionoides là một loài bọ cánh cứng trong họ Cerambycidae.